# Taquistoscópio

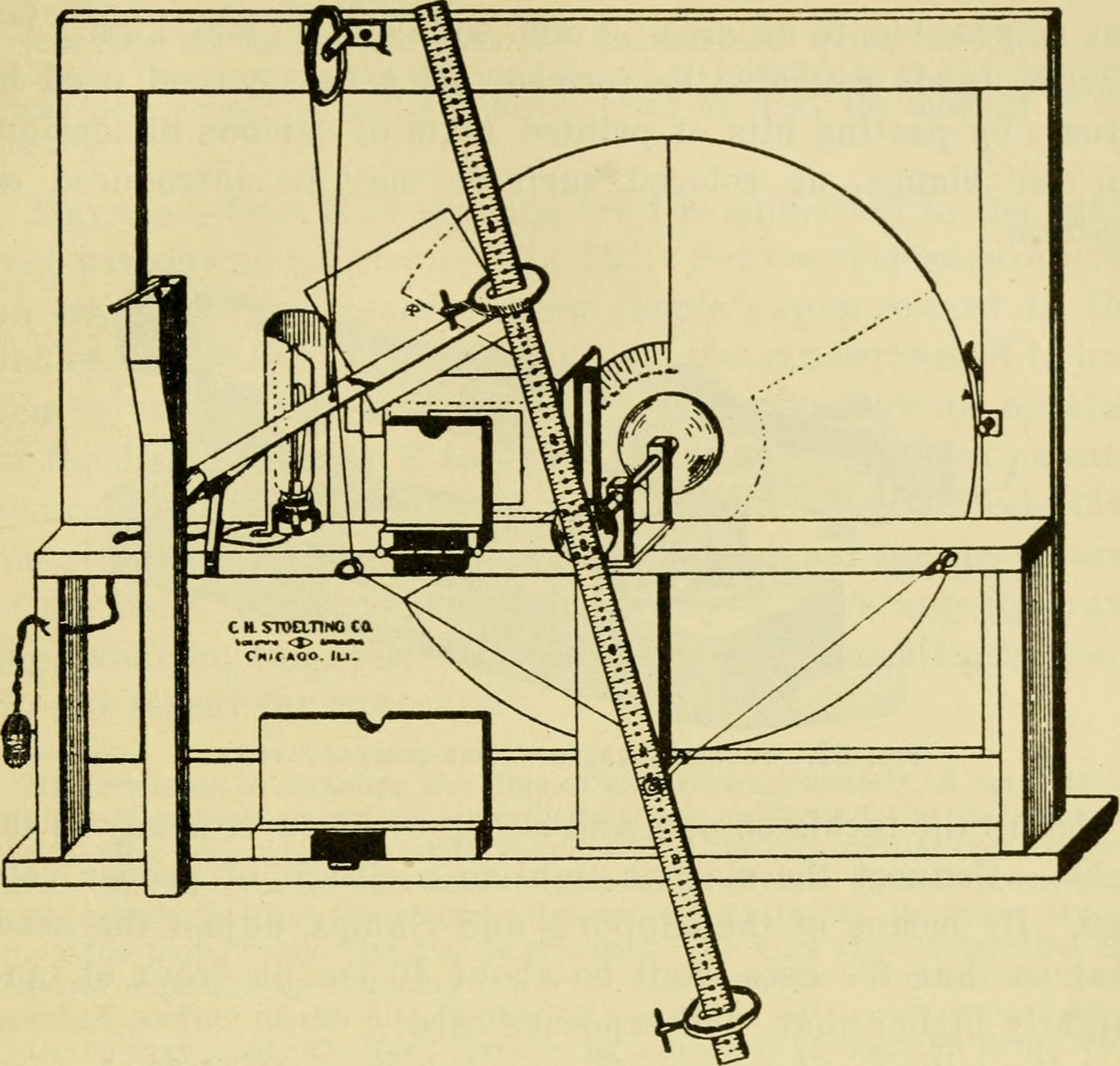
Taquistoscópio de 1921.

Um taquistoscópio é um dispositivo que exibe uma imagem por um período específico de tempo. Pode ser usado para aumentar a velocidade de reconhecimento, mostrar algo rápido demais para ser reconhecido conscientemente ou testar quais elementos de uma imagem são memoráveis. Os taquistoscópios de projeção usam um projetor de diapositivos ou de transparência equipado com o sistema de obturador mecânico típico de uma câmera. O diapositivo é carregado, o obturador é aberto, o foco e o alinhamento são ajustados, então o obturador é fechado. Quando estiver pronto para o teste, uma velocidade do obturador é selecionada e o obturador dispara normalmente.

## História
O primeiro taquistoscópio foi originalmente descrito pelo fisiologista alemão A.W. Volkmann em 1859. Samuel Renshaw usou-o durante a Segunda Guerra Mundial no treinamento de pilotos de caça para ajudá-los a identificar silhuetas de aeronaves como amigas ou inimigas.

## Aplicações
Os taquistoscópios foram usados durante o final da década de 1960 nas escolas públicas como um auxílio ao aumento da compreensão de leitura para leitura rápida. Havia dois tipos: o primeiro, o aluno olhava através de uma lente semelhante ao visor de uma aeronave e lia letras, palavras e frases usando um filme de diapositivos avançado manualmente. O segundo tipo, projetou palavras e frases em uma tela em sequência. Ambos os tipos foram seguidos com testes de compreensão e vocabulário.